# Piperkovo, Ruse
Piperkovo (în bulgară Пиперково) este un sat în comuna Țenovo, regiunea Ruse,  Bulgaria. 

## Demografie
Componența etnică a satului Piperkovo
     Turci (11,35%)
     Bulgari (87,53%)
     Nicio identificare (1,1%)
     Altele (0%)
La recensământul din 2011, populația satului Piperkovo era de 361 locuitori. Din punct de vedere etnic, majoritatea locuitorilor (87,53%) erau bulgari, cu o minoritate de turci (11,35%). Pentru 1,1% din locuitori nu este cunoscută apartenența etnică.